# Neufchâtel-sur-Aisne
Neufchâtel-sur-Aisne je naselje in občina v severnem francoskem departmaju Aisne regije Pikardije. Leta 1999 je naselje imelo 492 prebivalcev.

## Geografija
Kraj se nahaja ob sotočju rek Aisne in Retourne, 48 km jugovzhodno od Laona.

## Administracija
Neufchâtel-sur-Aisne je sedež istoimenskega kantona, v katerega so poleg njegove vključene še občine Aguilcourt, Amifontaine, Berry-au-Bac, Bertricourt, Bouffignereux, Chaudardes, Concevreux, Condé-sur-Suippe, Évergnicourt, Gernicourt, Guignicourt, Guyencourt, Juvincourt-et-Damary, Lor, Maizy, La Malmaison, Menneville, Meurival, Muscourt, Orainville, Pignicourt, Pontavert, Prouvais, Proviseux-et-Plesnoy, Roucy, Variscourt in La Ville-aux-Bois-lès-Pontavert z 9.085 prebivalci.
Kanton je sestavni del okrožja Laon.

1. ↑  »Populations légales 2016«. Nacionalni inštitut za statistične in gospodarske raziskave. Pridobljeno 25. aprila 2019.